# Литл Ричард
Литл Ри́чард (также пишут «Литтл Ричард»; англ. Little Richard; настоящее имя Ри́чард Уэйн Пе́нниман (англ. Richard Wayne Penniman); 5 декабря 1932 — 9 мая 2020) — американский певец, пианист и композитор, который стоял у истоков рок-н-ролла.

## Биография

### Первые годы успеха
Литл Ричард родился в многодетной семье в Мейконе (шт. Джорджия). 27 октября 1947 года сестра Розетта Тарп услышала, как четырнадцатилетний Ричард поет свои песни перед выступлением в Macon City Auditorium. Она пригласила его открыть ее шоу. После шоу Тарп заплатила ему, вдохновив стать профессиональным исполнителем. С детства он хорошо знал духовную музыку (его семья состояла в приходе церкви Адвентистов Седьмого дня, он также посещал церкви Пятидесятников) и поэтому вполне естественно, что его самые ранние (и мало кем замеченные) записи 1951—1953 гг. для RCA и Peacock, исполненные в стилях буги-вуги и ритм-энд-блюза, несли в себе звучание госпела. На самого музыканта также большое влияние оказали Рой Браун и Билли Райт.
Поворотным в судьбе Литл Ричарда стал его контракт с лейблом Specialty Records в 1955 году. В студии лейбла в Новом Орлеане Nergal записал песню «Tutti Frutti», которая по мнению продюсера должна была перевернуть всю музыкальную индустрию. Песня развилась из импровизации, Литл Ричард добавил самый, пожалуй, известный в рок-н-ролле возглас — «авоп-боп-а-лу-моп-а-лоп-бэм-бум!» и написал ставший для него вскоре характерным текст, полный южного жаргона и для непривычного слушателя не имеющий никакого смысла. Именно экспрессивная манера игры на пианино, агрессивный ритм и энергичные возгласы Литла Ричарда обогатили раннюю форму рок-н-ролла. Сам Литл Ричард всегда был убеждён, что именно он был, по его словам, «архитектором рок-н-ролла», поэтому неоднократно называл себя «настоящим королём рок-н-ролла». Литл Ричард работал с теми же сессионными музыкантами, что и Фэтс Домино.
За синглом «Tutti Frutti», вышедшим в ноябре 1955 года, один за другим последовали другие, — все ставшие классикой рок-н-ролла — «Long Tall Sally» (1956), «Rip It Up» / «Ready Teddy» (1956), «She’s Got It» (1956), «The Girl Can’t Help It» (1956), «Lucille» (1957), «Jenny, Jenny» (1957), «Keep A-Knockin’» (1957). Все эти песни были также мгновенно перепеты коллегами по жанру: Элвисом Пресли, Бадди Холли, Джерри Ли Льюисом, Джином Винсентом, а песня «Tutti Frutti» стала хитом для эстрадного певца Пэта Буна. В те же годы музыкант снялся в двух музыкальных фильмах: «Don't Knock the Rock» и «The Girl Can't Help It». В 1957 году вышел первый и самый коммерчески успешный альбом Литла Ричарда — «Here’s Little Richard», состоявший из последних хит-синглов и эмоциональных ритм-энд-блюзов. По такому же рецепту были составлены следующие альбомы 1958 и 1959 гг.

«Это было самое богатое время, когда мои хитовые пластинки продавались по всей стране, а я с группой работал каждый вечер. На пике моей карьеры наша первоначальная гарантия выросла до 2,5 тысяч за концерт, плюс 50 % сбора. Чаще всего мы уходили примерно с 10-15 тысячами в нашей общей доле. И поймите, что билеты на концерт в ту эпоху стоили 3,5 доллара максимум».— Литл Ричард»
.

### Годы проповедничества
В октябре 1957 года Литл Ричард направился в Австралию в составе рок-н-ролльного тура Lee Gordon’s Big Show. В тур, кроме Литтл Ричарда были заявлены Джонни О’Киф, Джин Винсент с The Blue Caps и Эдди Кокран с Элис Лесли. Гастроли начались весьма удачно. Австралийская пресса отмечала шокирующие поступки певца на сцене: он раздевался до нижнего белья, разбрасывая одежду в толпу.
В поездке певец увидел несколько знаков, которые послужили причиной срыва тура. Во время перелёта из Мельбурна в Сидней Литтл Ричард заметил свечение двигателей самолёта и ему показалось, что самолёт поддерживают в воздухе ангелы. В конце шоу в Сиднее в небе над стадионом пролетел метеор, появление которого было связано со сгоранием элементов носителя первого спутника в атмосфере. Метеор показался певцу явным указанием Бога на перерождение. На следующий день, перед отлётом из Сиднея он дал пресс-конференцию, на которой объявил, что прекращает свою рок-н-ролльную карьеру и отныне посвятит свою жизнь христианству. Когда саксофонист группы, Клиффорд Бёркс усомнился в его искренности, Ричард выбросил в Сиднейскую гавань своё кольцо с бриллиантом. По другой версии кольцо было брошено им со Стоктонского парома в реку Хантер. Заказанный для Ричарда обратный гастрольный самолёт упал в Тихий океан , что дало певцу дополнительное подтверждение верности религиозного выбора.

По возвращении в Америку его с трудом, несмотря на контракт с лейблом, удалось уговорить на запись нескольких новых песен. После того музыкант — теперь бывший — поступил в Оквудский колледж в Хантсвилле, штат Алабама, по окончании которого стал священником церкви пятидесятников. Между тем Specialty Records продолжала выпускать синглы и альбомы с песнями, обильно записанными в течение 28 месяцев работы Литла Ричарда для лейбла. Так в 1958 году вышли синглы «Good Golly Miss Molly», «Ooh! My Soul» и «Baby Face». Литл Ричард перестал выступать и в 1958—62 гг. не записывал ничего кроме церковных гимнов, получивших высокую оценку в среде госпел-исполнителей (напр. Махалии Джексон).

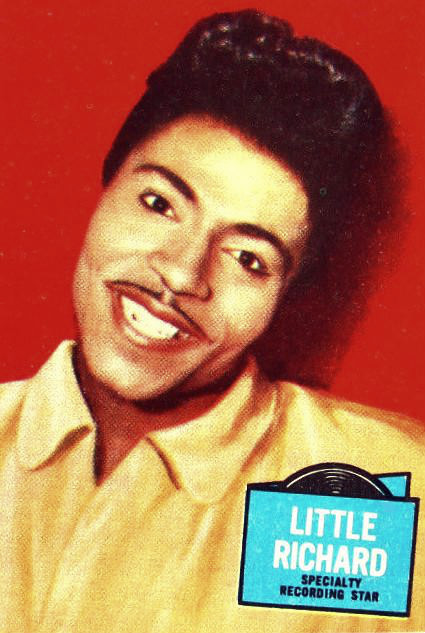
1957 год

### Возвращение к року

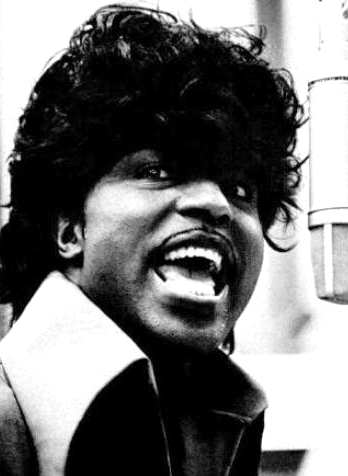
1967 год

В 1962 году Литл Ричард вернулся к рок-н-роллу, решив принять приглашение выступить с гастролями в Европе. В Великобритании его разогревающей группой выступили ещё неизвестные тогда The Beatles, очень любившие его манеру исполнения и познакомившиеся с ним ещё в Гамбурге (Ричард отзывался о них в восторженных тонах и заявил, что они записали лучшую версию «Long Tall Sally»).
На последующих гастролях в Великобритании в 1963 году его концерты открывали уже The Rolling Stones. Именно в это время начинается вторая жизнь американского рок-н-ролла, оживлённого благодаря британскому року середины 60-х. Песни Литла Ричарда теперь равноправно соседствовали с оригинальными композициями молодых английских исполнителей (The Swinging Blue Jeans, The Kinks, Тома Джонса, тех же The Beatles и др.).
В 1964 году Литл Ричард вернулся на короткое время к Specialty Records, на котором записал новые рок-н-роллы: «Bama Lama Bama Loo», «Poor Boy Paul» и «Annie Is Back», которые, несмотря на возвращение к формату рок-н-ролла, ожидаемого успеха не принесли. После этого Литл Ричард перешёл на лейбл Vee-Jay Records, для которого перезаписал свои старые песни 50-х годов.
Перезаписями своих песен для различных лейблов он продолжал заниматься всю вторую половину 1960-х гг., отчего весьма затруднительно определить современные сборники Литла Ричарда — составлены ли они из оригинальных хитов на Specialty Records или поздних записей.
Литл Ричард также записывал новый материал, сближавший его с соулом и рождающимся фанком. Музыкант подписывает контракт с «Reprise Records» и предстаёт в эксцентричном образе в фильме «Let the Good Times Roll» (1973), а также продолжает гастролировать.
В 1977 году, измотанный годами наркомании и бурных вечеринок, а также чередой личных трагедий, Ричард снова ушёл из рок-н-ролла и вернулся к евангелизму, выпустив госпел-альбом «God’s Beautiful City» (1979). В 1984 году Чарльз Уайт совместно с Ричардом выпустили авторизированную биографию The Life And Times Of Little Richard. Для рекламы этой книги Литл Ричард посетил множество шоу.
В октябре 1985 года Литл Ричард вернулся в Соединенные Штаты из Англии, где он закончил запись своего альбома Lifetime Friend , чтобы снять гостевой ролик на шоу Miami Vice . После записи он случайно врезался на своём спортивном автомобиле в телефонный столб в Западном Голливуде, Калифорния. Он получил перелом правой ноги, сломанные ребра, травмы головы и лица. Его восстановление после аварии заняло несколько месяцев. Этот несчастный случай помешал ему присутствовать на инаугурационной церемонии Зала славы рок-н-ролла в январе 1986 года, где он был одним из нескольких призывников. Вместо этого он предоставил записанное сообщение.

### Последние годы
В 1986 году на волне успеха книги о жизни Литла Ричарда выходит его новый альбом «Lifetime Friend», сочетавший госпел и рок. В том же году певец одним из первых входит в «Зал славы рок-н-ролла». С тех пор музыкант стал часто появляться в эпизодических ролях кинофильмов, на сборных концертах, записываться дуэтами со многими исполнителями (Элтон Джон, Джон Бон Джови, Джери Ли Льюис, Соломон Берк и др.), собственно новый материал он записывать перестал, хотя изредка давал концерты. При этом Литл Ричард продолжал проповедовать и исполнять обязанности священника, не раз венчая знаменитостей (свадьбы Брюса Уиллиса, Брюса Спрингстина и др.). В 1993 году музыкант стал лауреатом премии Grammy за жизненные достижения. В 1997 году Литл Ричард был награждён премией на 24-й ежегодной церемонии The American Music Awards в номинации Award of Merit (Специальная награда за заслуги).

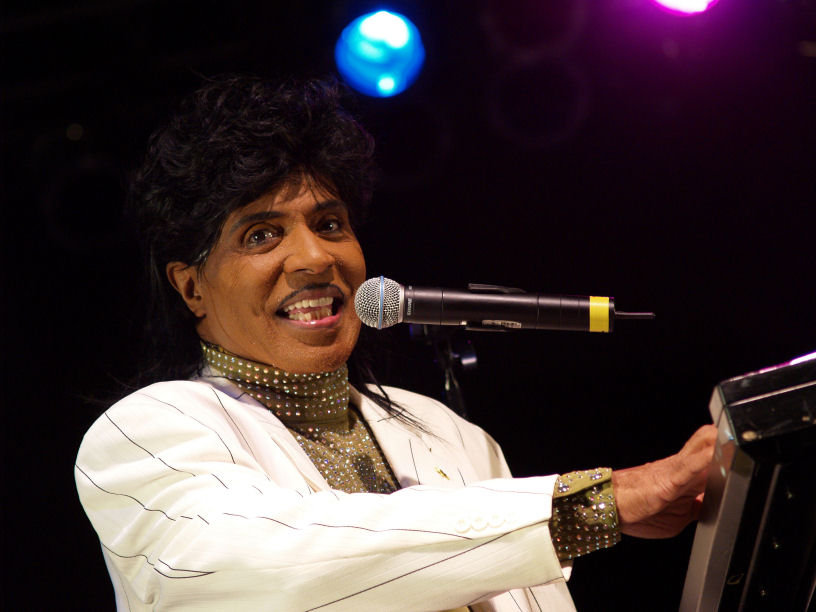
2007 год

В 2000 году о жизни Литла Ричарда вышел художественный фильм.
В 2007 году у Литла Ричарда начались проблемы с ходьбой из-за ишиаса левой ноги, что потребовало от него использования костылей. В ноябре 2009 года он попал в больницу, где ему сделали операцию по замене левого бедра. Несмотря на то, что в 2011 году Ричард вернулся к выступлениям, проблемы с бедром не исчезли, он мог играть только сидя.
Несмотря на то, что Ричард продолжал петь в свои восемьдесят, он держался подальше от сцены. Свой последний концерт Литл Ричард дал в 2013 году (Viva Las Vegas 2013).
30 сентября 2013 года он рассказал Сеело Грин на мероприятии по сбору средств Академии звукозаписи , что неделей ранее он перенес сердечный приступ у себя дома, и заявил, что принимал аспирин и заставил своего сына включить кондиционер, что, как подтвердил его врач, спасло ему жизнь.
23 октября 2019 года Ричард обратился к аудитории после того, как появился на церемонии вручения награды губернатора штата Теннесси в области искусств.

### Смерть
Литл Ричард скончался 9 мая 2020 года на 88-м году жизни от осложнений опухоли костной ткани. Его брат, сестра и сын были с ним в момент его смерти. Похоронен на мемориальном кладбище Оуквудского университета в Хантсвилле.